# Johannes Burman
Johannes Burman (26 de abril de 1707, Ámsterdam-20 de enero de 1780) fue un botánico y médico neerlandés.
Johannes Burman fue el hijo mayor del teólogo Frans Burman (1671-1719) y de Elizabeth Thierens. Su hermano era el teólogo Frans Burman (1708-1793). Comenzó sus estudios en Leiden en 1722, con Herman Boerhaave, se graduó en 1728 como doctor en Medicina y practicó en Ámsterdam. Luego del fallecimiento de Frederik Ruysch, opositó y ganó la cátedra de Profesor de Botánica en la Universidad de Ámsterdam.
Carlos Linneo lo visitó en 1735 durante un viaje por Holanda, llevando una carta de recomendación de Herman Boerhaave. Burman quedó impresionado por aquel joven científico, y le ofreció acomodarlo en su hogar, lo que Linneo aceptó. Sería posteriormente conmemorado por Linneo en el género Burmannia, en la familia Burmanniaceae, y por él y por otros colegas más de cien especies.
Johannes Burman se casó con Adriana van Buuren. Su hijo, Nicolaas Laurens Burman, fue también botánico, y estudió bajo la égida de Linneo en Upsala.
- La abreviatura «Burm.» se emplea para indicar a Johannes Burman como autoridad en la descripción y clasificación científica de los vegetales.[1]

## Obras principales
- Thesaurus zeylanicus, exhibens plantas in insula Zeylana nascentes. Ámsterdam, 1737
- Rariorum Africanarum plantarum. Ámsterdam, dos partes, 1738-1739
- Herbarium Amboinense, plurimas conplectens arbores, frutices, herbas, plantas terrestres & aquaticas, quae in Amboina, et adjacentibus reperiuntur insulis (6 vols., Amsterdam, 1741-1750) – Primera edición póstuma de Het Amboinsche kruid-boek de Georg Eberhard Rumphius con traducción al latín.
- Plantarum Americanarum fasciculus primus. Ámsterdam, 1755-1760
- Auctuarium. 1755
- Vacendorfia. 1757
- De ferrariae charactere. 1757
- Flora malabarici. 1769
- Flora Malabarica, sive Index in omnes tomos Horti Malabaricii. Ámsterdam, 1769